# Plaiu (Provița de Sus), Prahova
Plaiu (în trecut, Secături, Secăturile) este un sat în comuna Provița de Sus din județul Prahova, Muntenia, România.
În 2011, satul avea 510 locuitori.